# Meteorus gloriosus
Meteorus gloriosus är en stekelart som beskrevs av Trevor Huddleston 1983. Meteorus gloriosus ingår i släktet Meteorus och familjen bracksteklar. Inga underarter finns listade i Catalogue of Life.